# Mansjön (Kalls socken, Jämtland, 707968-134131)
Mansjön är en sjö i Åre kommun i Jämtland och ingår i Indalsälvens huvudavrinningsområde. Sjön har en area på 1,21 kvadratkilometer och ligger 561,3 meter över havet. Mansjön ligger i Skäckerfjällen Natura 2000-område.